# Sepp Mayr (Politiker)
Josef „Sepp“ Mayr (* 19. Jänner 1935 in Perdonig, Eppan) ist ein Südtiroler Politiker.

## Biographie
Mayr arbeitete als Angestellter beim Landesverband der Südtiroler Landwirtschaftlichen Genossenschaften und bei der Südtiroler Landesbauernkrankenkasse. Politisch vertrat er die Südtiroler Volkspartei von 1968 bis 1998 im Südtiroler Landtag und damit gleichzeitig im Regionalrat Trentino-Südtirol. Von 1973 bis 1974 war Mayr Mitglied der Regionalregierung, von 1974 bis 1999 in den Kabinetten Magnago IV, Magnago V, Magnago VI, Durnwalder I und Durnwalder II Mitglied der Landesregierung. Von 1984 bis 1989 betreute er dabei als Landesrat die Fachbereiche Wasser und Energie, von 1989 bis 1999 kümmerte er sich um landwirtschaftliche Themenfelder.